# Tuberapseudes echinatus
Tuberapseudes echinatus is een naaldkreeftjessoort uit de familie van de Apseudidae. De wetenschappelijke naam van de soort werd in 1882 voor het eerst geldig gepubliceerd door Georg Ossian Sars.